# Sebastian Rasmussen
Jens Sebastian Beraque Rasmussen (* 17. Juni 2002 in Aarhus) ist ein dänisch-philippinischer Fußballspieler.

## Karriere

### Verein
Rasmussen spielte bei mehreren dänischen Amateurvereinen, ehe er in die Jugendakademie des Randers FC wechselte. Dort absolvierte er 2019 auch mehrere Spiele in der Reservemannschaft, wechselte aber weiter zur U-19 des Aarhus GF. Nach zwei Jahren kehrte er dann wieder nach Randers zurück, dessen 2. Mannschaft nun unter dem Namen Randers SK Freja spielt.

### Nationalmannschaft
Im Oktober 2021 bestritt Rasmussen drei Partien für die philippinische U-23-Auswahl während der Asienmeisterschafts-Qualifikation. Am 23. Dezember 2022 debütierte er dann für dessen A-Nationalmannschaft bei der Südostasienmeisterschaft. Bei 5:1-Heimsieg über Brunei erzielte der Mittelstürmer dabei zwei Tore.